# Bill Gerstenmaier
William H. Gerstenmaier dit Bill Gerstenmaier, né en septembre 1954 à Akron, est un ingénieur américain et consultant chez SpaceX. Au cours de sa carrière à la NASA il occupa plusieurs importants postes de direction concernant le vol habité, notamment Gestionnaire du programme de la station spatiale internationale de 2002 à 2005 puis Directeur des vols habités de la NASA de 2005 à 2019.

## Formation
En grandissant il apprécie beaucoup les mathématiques et les sciences, il suit également attentivement la course à l'espace. En 1973 après le lycée il rentre à l'Académie navale d'Annapolis, dans le Maryland, afin de devenir pilote d'essai. Avec les soldats américains rentrant de la guerre du Vietnam, il estime qu'il a peu de chance de voler et décide en 1975 d'être transféré à l'Université Purdue à West Lafayette en Indiana afin d'y étudier l'aéronautique et l'astronautique. Il est diplômé en 1977 d'un Bachelor en ingénierie aéronautique.

## Carrière professionnelle

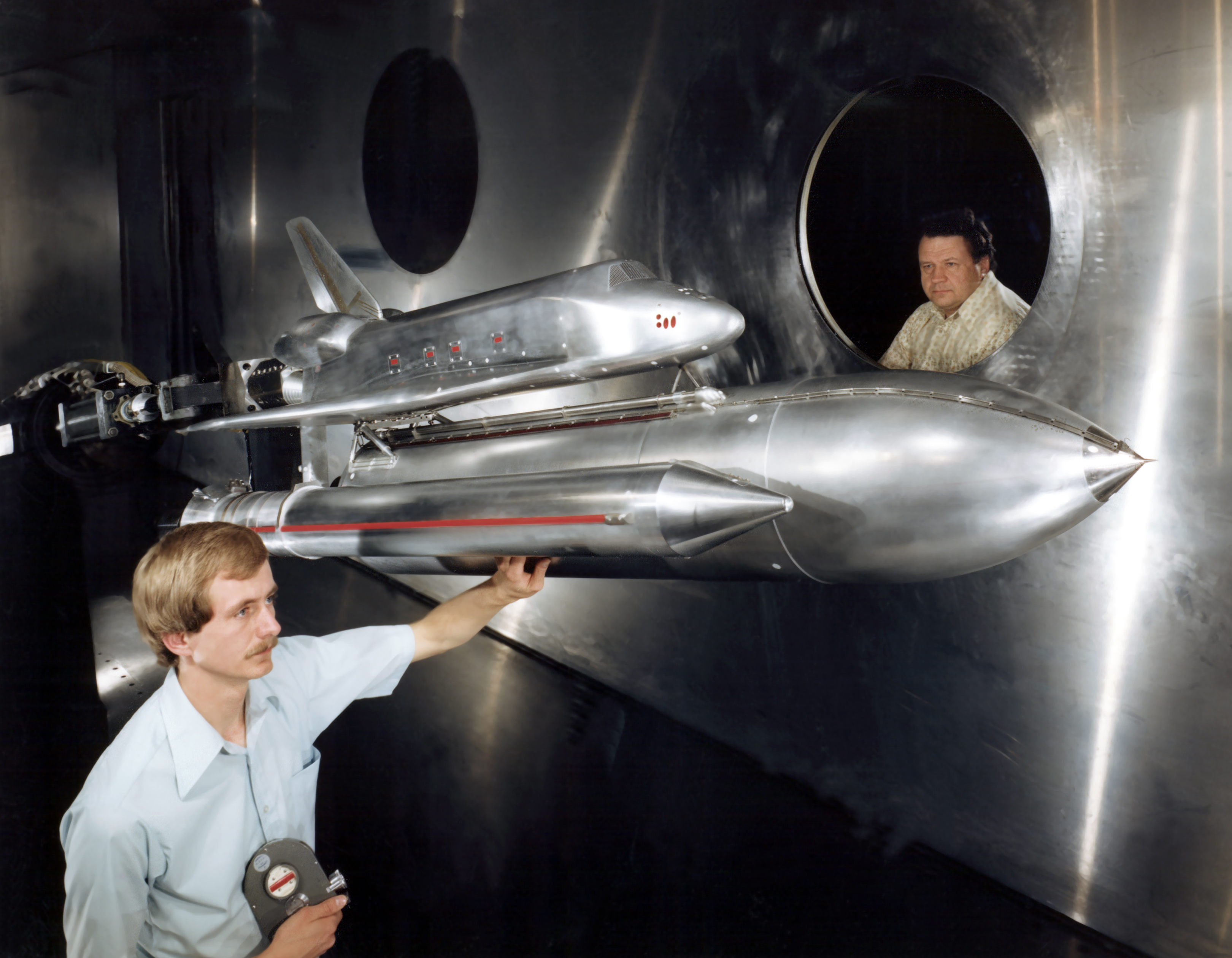
Gerstenmaier en 1978 travaillant en soufflerie sur une maquette de la navette spatiale au Lewis Research Center

En 1977 il commence à travailler au Glenn Research Center (alors le Lewis Research Center) à Cleveland dans l'Ohio. Il participe à des tests en soufflerie concernant la rentrée atmosphérique de la navette spatiale américaine. Il poursuit en parallèle ses études et est diplômé d'un Master en ingénierie mécanique de l'Université de Toledo en 1977. En juillet 1980 il déménage à Houston pour travailler au Johnson Space Center en tant que contrôleur de vol responsable de la propulsion de la navette spatiale américaine une fois en orbite (en anglais : Space Shuttle Propulsion Engineer dit "Prop"). Il travaille notamment sur les missions STS-4 jusqu'à 9, ainsi que STS-41D et STS-41G. Il devient ensuite le chef de la section des charges utiles déployables depuis la baie de la navette (Deployable Payloads Section), travaillant sur les missions de réparation de satellites tels qu'Intelsat et Hubble. Il est au laboratoire de flottabilité neutre lorsqu'il assiste à la télévision à l'accident de la navette spatiale Challenger le 28 janvier 1986, décrivant l'événement comme une "perte dévastatrice".
En 1988 Gerstenmaier devient chef du Bureau des Opérations de Manœuvre Orbitale de la navette (Orbital Maneuvering Vehicle (OMV) Operations Office) puis chef du Bureau des Opérations d'Assemblage de la station spatiale Freedom (Space Shuttle/Space Station Freedom Assembly Operations Office) ainsi que de la Branche des Projets et des Installations (Projects and Facilities Branch) et de la Division de la Conception et de la Dynamique des Vols (Flight Design and Dynamics Division). Il est alors chargé d'établir des stratégies et de résoudre des problèmes liés aux techniques d'assemblages d'une station spatiale. Sentant ses compétences techniques faiblir, il décide de profiter d'une bourse universitaire de la NASA pour obtenir un PhD en dynamique et contrôle avec accent sur la propulsion à l'Université Purdue de 1992 à 1993,.
Il revient ensuite à la NASA en tant que Directeur des opérations du programme Shuttle-Mir de 1995 à 1997. Il est la liaison principale avec l'Agence Spatiale Russe et passe 9 mois en Russie de janvier à septembre 1996 en soutien de la mission de 6 mois à bord de Mir de l'astronaute Shannon Lucid. Il est alors responsable des opérations quotidiennes, ainsi que de la santé et de la sécurité des astronautes de la NASA à bord de la station. En 1998 il devient Directeur de l'Intégration de la Navette Spatiale. Il est responsable du développement et des opérations de tous les éléments de la navette, incluant l'orbiteur, le réservoir externe, les boosters solides et les moteurs principaux, mais aussi des installations dédiés aux opérations au sol et en vol. En décembre 2000 il devient Directeur adjoint du programme de la station spatiale internationale puis Directeur en 2002. Il est responsable de la gestion quotidienne, du développement et de l'intégration de la station, incluant la construction, les tests et la livraison de ses composants et de ceux des agences partenaires. Lors de l'accident de la navette Columbia le 1er février 2003, il se rend immédiatement au Johnson Space Center afin d'avertir les partenaires internationaux. À propos de cet événement il déclare :
« As part of the ISS team, I sat in the Flight Readiness Reviews when we discussed bi-pod foam loss on an earlier mission. I made assumptions and did not ask hard questions. I failed to realize how complicated and unintuitive space flight really is. The system and environment in which we operate is at the limits of our engineering capability. There will be surprises and unknowns. We need to keep looking for clues and determine the margin in which our designs are operating. We need to not be afraid of learning new things. We need to be willing to take risk. Our job is to determine to the best of our ability that level of risk. We need to both fly and be safe. »
« En tant que membre de l'équipe de l'ISS, j'étais présent lors des revues d'aptitude au vol lorsque nous discutions de la perte de mousse sur le bipied lors d'une mission précédente. J'ai fait des hypothèses et je n'ai pas posé les questions difficiles. J'ai échoué à réaliser à quel point le vol spatial est complexe et contre-intuitif. Le système et l'environnement dans lequel nous opérons est à la limite de nos capacités d'ingénierie. Il y aura des surprises et des inconnues. Nous devons continuer à chercher des indices et à déterminer la marge dans laquelle nos concepts fonctionnent. Nous devons être prêt à prendre des risques. Notre travail est de déterminer de notre mieux ce niveau de risque. Nous avons à la fois besoin de voler et d'être en sécurité. »

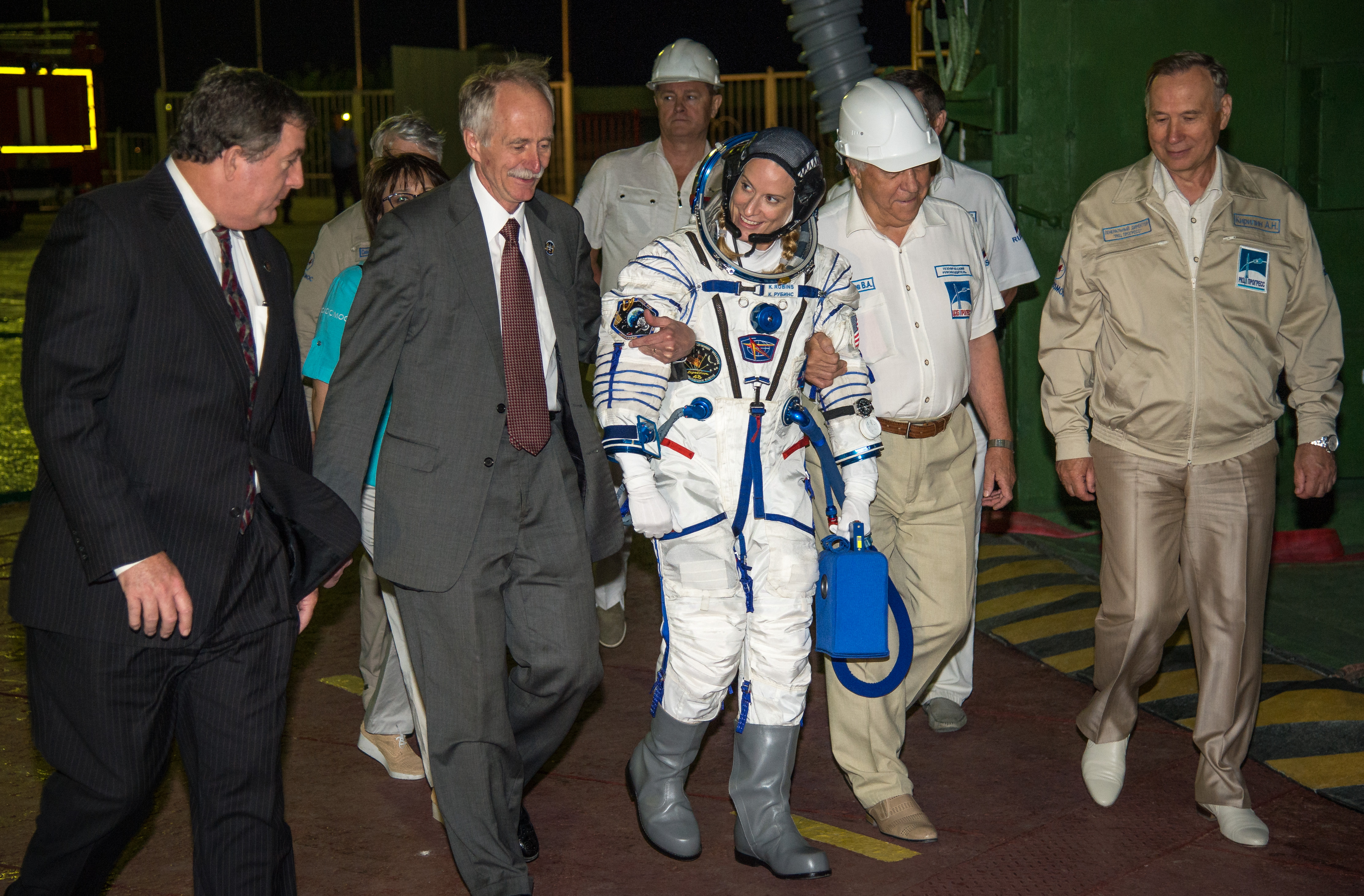
Gerstenmaier escortant l'astronaute Kate Rubins le 7 juillet 2016 alors qu'elle s'apprête à décoller à bord de Soyouz MS-01

En août 2005 Gerstenmaier est nommé Directeur des Opérations Spatiales (Associate Administrator for the Space Operations Directorate), puis Directeur des Opérations Spatiales et de l'Exploration (Associate Administrator for Human Exploration and Operations) traduit en Directeur des vols habités, lorsqu'en 2011 la NASA fusionne ces deux directions. À ce titre il est responsable des décisions et stratégies concernant tous les aspects de l'exploration habitée menée par la NASA, soit à l'époque un budget de 6,2 milliards de dollar et 8000 personnes travaillant dans le monde entier. Il dirigea la complétion de l'assemblage de la station spatiale internationale et des 21 dernières missions de navettes, jusqu'à leur retrait en 2011. Il dirigea par la suite l'utilisation et les opérations de la station spatiale internationale, le développement de la station en orbite lunaire Gateway, de la fusée Space Launch System, du vaisseau Orion, ainsi que les programmes commerciaux COTS puis CRS pour le cargo et CCDev et CCP pour les équipages.

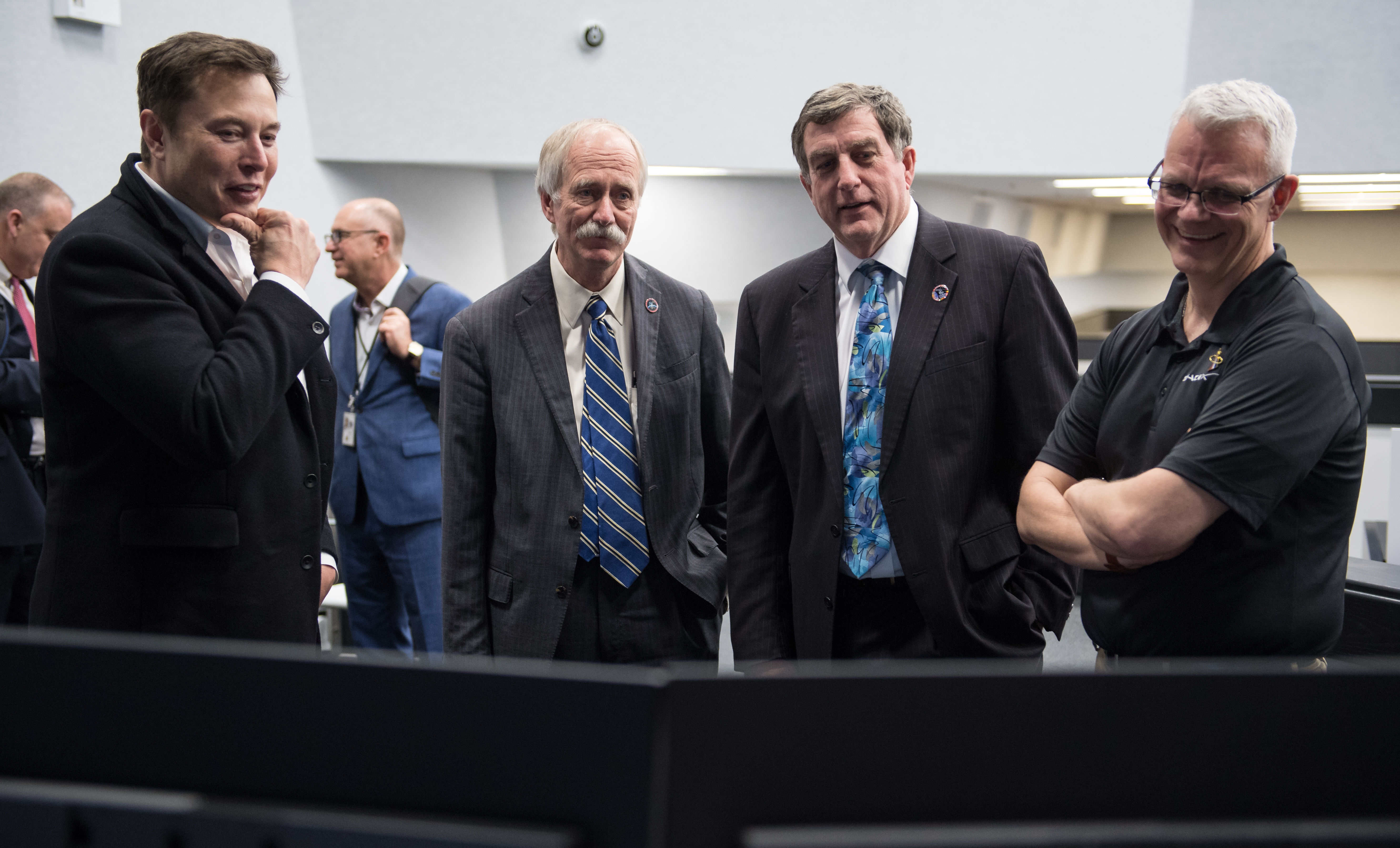
Gerstenmaier assistant au lancement de SpaceX Demo-1 le 2 mars 2019

Le 10 juillet 2019 dans une annonce qui prend par surprise les professionnels du spatial américain, il est démis de ses fonctions par l'administrateur de la NASA Jim Bridenstine  et nommé conseiller spécial auprès de l'Administrateur Adjoint James Morhard. Ces positions rares et avec pratiquement aucune responsabilité sont typiquement utilisées pour rétrograder ceux qui ne peuvent être licencié de façon définitive. La décision intervient alors que le Président Trump a demandé à l'agence spatiale de retourner sur la Lune dès 2024, contre 2028 prévu précédemment. Bill Gerstenmaier est alors une des personnalités les plus respectés et admirés pour sa direction et son expertise au sein de l'industrie spatiale américaine, et la décision est critiquée comme une perte pour l'agence. Elle est autrement saluée en raison de sa longue carrière qui fait de lui un acteur traditionnel de l'aérospatiale américaine, alors que l'administration Trump cherche à s'appuyer davantage sur le secteur privé afin de retourner sur la Lune dans le cadre du programme Artemis. Kenneth Bowersox assure l'intérim de Directeur des vols habités jusqu'à la nomination de Douglas Loverro à ce poste,.
Bill Gerstenmaier démissionne de la NASA fin 2019 puis est embauché en février 2020 en tant que consultant pour l'équipe de fiabilité chez SpaceX. Cette décision est saluée par des responsables du secteur spatial international tels que Charles Bolden et Dmitri Rogozine.

## Vie privée
Bill Gerstenmaier épouse Marsha Ann Johnson en 1982, ingénieure également, travaillant à l'époque sur des combinaisons spatiales chez Hamilton Standard (aujourd'hui partie de Collins Aerospace). Ils ont deux filles, Katie et Laura, toutes deux ingénieures également.

## Distinctions
Bill Gerstenmaier reçu de nombreux prix durant sa carrière dont ,:
- Trois NASA Certificates of Commendation
- Deux NASA Exceptional Service Medals
- Senior NASA Outstanding Leadership Medal (2001)
- Meritorious Executive Presidential Rank Award
- Distinguish Executive Presidential Rank Award
- Outstanding Aerospace Engineer Award de l'Université Purdue (2003)
- Deux outstanding achievement in the field of space d'Aviation Week & Space technology (1996 et 2002)
- AIAA International Cooperation Award
- Nommé au Service to America Medal pour son travail concernant la sûreté de l'ISS (2004)
- Presidential Rank Award for Meritorious Executive (2004)
- National Space Club Astronautics Engineer Award
- National Space Club Von Braun Award (2006)
- Federation of Galaxy Explorers Space Leadership Award (2007)
- AIAA International Award
- AIAA Fellow (2007)
- Distinguished Alumni Award de l'Université Purdue (2007)
- Old Master de l'Université Purdue (2008)
- Rotary National Award for Space Achievements
- National Space Trophy (2010)
- Space Transportation Leadership Award
- AIAA von Braun Award for Excellence in Space Program Management
- AIAA von Karman Lectureship in Astronautics